# Fultonia gascognensis
Fultonia gascognensis är en kräftdjursart som beskrevs av Nicolaus Gustavus Bodin 1968. Fultonia gascognensis ingår i släktet Fultonia och familjen Argestidae. Inga underarter finns listade i Catalogue of Life.